# 下一站，幸福 (電視劇)
《下一站，幸福》（英文名：Autumn's Concerto，意「秋天的協奏曲」），原名《下一站的幸福》。《下一站幸福》是2009年三立華人電視劇週日十點檔系列的第二十一部作品。由三立電視製作，於無線台台視和有線台三立都會台共同播出。由吳建豪、安以軒、許瑋甯、吳慷仁主演。2009年6月開鏡，12月殺青，10月4日首播，於2010年2月28日播畢，全劇共21集。接檔《福氣又安康》。
第18集單集平均收視為8.23，播出時為台灣周日偶像劇史上最高平均收視第二位，僅次於《命中注定我愛你》的10.91。而第18集最高收視9.50為台灣周日偶像劇史上最高分段收視第三位，僅次於《命中注定我愛你》的13.64及《無敵珊寶妹》的10.57。

## 播出時間
以下時間以當地時間（台灣時間）為準

### 首播
| 頻道                     | 第一集播映時間 | 播出時間      |
| ------------------------ | -------------- | ------------- |
| 台視（數位頻道同步播出） | 2009年10月4日  | 每週日22:00   |
| 三立都會台（有線台首播） | 2009年10月10日 | 每週六21:00   |
| Asia Dramatic（日本）    | 2015年11月24日 | 每周一集18:00 |

### 重播
| 頻道                     | 第一集播映時間 | 播出時間                                | 備註                       |
| ------------------------ | -------------- | --------------------------------------- | -------------------------- |
| 台視（數位頻道同步播出） | 2009年10月11日 | 每週日13:00                             | 第21集為60分鐘版           |
| 台視（數位頻道同步播出） | 2011年7月22日  | 每週五22:00                             | 第2集開始為120分鐘加長版   |
| 台視綜合台（數位頻道）   | 2011年6月12日  | 每週六、日10:00                         | 原台視首播版               |
| 三立都會台               | 2009年10月17日 | 每週六13:30                             | 同台視首播版               |
| 三立都會台               | 2010年4月20日  | 每週一至四20:00                         | 每集1小時版                |
| 三立都會台               | 2010年11月4日  | 每週一至五20:00                         | 每集1小時版                |
| 三立都會台               | 2018年7月3日   | 每週一至五20:00                         | 每集1小時版                |
| 東森戲劇台               | 2012年4月6日   | 每週一至五19:00                         |                            |
| 東森戲劇台               | 2012年4月22日  | 每週日、六10:00、11:00 （16:00、17:00） | 每集1小時版， 連續播出兩集 |

## 故事大綱
|                            | 原來 愛情從來沒有離開過 只是我記得 你忘了 |
| ——《下一站，幸福》官方網站 |                                           |

任光晞，聖德大學法律系的留級生，也是聖德集團的唯一繼承人，過著物質富裕但心靈空虛、糜爛的生活，生活沒有目標，也因疑似父親為了母親外遇自殺而不再相信女生、甚至整個世界，直到遇見梁慕橙，聖德大學新來的便當妹。梁慕橙曾是大企業負責人千金，但在公司破產、父親車禍去世後，隨著後母與繼父漂泊，但仍以樂觀、堅定的態度面對生活。因擋住公車、打賭約會而認識的兩人，由彼此懷念父親共同的〈G弦之歌〉，產生愛意。光晞讓慕橙在面對繼父的覬覦中、第一次感到被保護，也在援交妹事件中、成功為慕橙打贏真相調查庭，還給慕橙清白；而慕橙重新讓光晞相信這個世界，和愛與捨。兩人對彼此的愛意日益漸深。就在兩人的幸福即將來到，光晞被發現罹患腦瘤，手術治療只有15%的成功率。光晞怕慕橙難過，要慕橙忘了他這個快死的人，但慕橙以愛和自己的身體讓光晞重拾希望。慕橙雖陪伴光晞經歷痛苦的檢查過程，但仍為自己無法幫助光晞的病情而自責，而院中同樣罹患腦瘤朋友的死亡，讓慕橙更認為光晞的生命比他們的幸福來得重要。為了讓光晞接受何董投資的質子治療，換取多一倍的治癒率，慕橙答應光晞母親的條件，不惜對光晞說謊，在手術當天離開光晞，成全光晞和何董女兒何以茜，這個慕橙認為同樣關心著光晞、也有能力挽救光晞性命的人。但慕橙不知她已懷了光晞的小孩。
六年後，慕橙守著她的小小幸福，與兒子曉樂在花田村，過著辛苦但平靜的生活，也盡量不接受六年前帶她來花田村，但也暗戀她六年的朋友，花拓也，超過朋友關係的幫助；而因手術失去記憶的光晞成了一位戰無不勝但勢利的律師，也與手術後照顧他無微不至、已成為小兒科醫生的何以茜訂婚，過著光鮮亮麗的幸福生活。看似不會再有交際的兩人，因光晞在為李旺才性侵案件辯護時，在法院裡打了他的當事人，被罰到花田村執行240小時的社區服務，再度相遇。起先以陌生人態度對待光晞的慕橙，因光晞對花田村、以及對她和曉樂的幫助，明白自己還是愛著他，但為了不破壞光晞現有的幸福，選擇不告訴他他們的過去。被村長安排借住在慕橙家的光晞，知道單親家庭的辛苦，決定保護、幫助慕橙母子，被三人在一起的幸福感所深深吸引著。
就在光晞完成社區服務，一切即將回復平靜的時候，光晞看到了六年前他與慕橙手術前約會的親密照片，記憶恢復，也想起了他與慕橙的愛情。不解慕橙當年為何離開他，以及六年後不願告訴他事實，滿懷憤怒的光晞，隱藏了對慕橙的愛，以曉樂為條件、假報復為由強迫慕橙嫁給他。婚後光晞冷嘲熱諷的對待慕橙，假裝不再愛慕橙；仍愛著光晞的慕橙也認為光晞因為她六年前的離開、恨她而不再愛她，婚後以贖罪的心態面對光晞，只求留在曉樂身邊。兩人過著有名無實的婚姻生活。光晞因李旺才事件的被害人，吳麗花的自殺事件，陷入事業危機，但慕橙以關心與信任，試著靠近光晞、打開光晞的心結。光晞與慕橙對彼此漸漸打開心防，兩人接受光晞助理的提議，到海邊度假村度假，試圖找回六年前對彼此的愛和信任，但這六年所造成的猜忌仍無法打開。在兩人關係即將雨過天晴之時，光晞發現了慕橙為了幫助花姨和拓也，瞞著他當掉了婚戒籌錢，並選擇放下他一人獨自去找拓也，頓時再讓光晞陷入謊言中，無法再相信慕橙對他的愛。為了幫助捲入殺人事件的拓也，慕橙求光晞為拓也辯護，光晞答應了，但以為在慕橙心裡，自己的重要性比不過拓也，決心為兩人的關係做一個了結，並放慕橙和曉樂回花田村。錯愕的慕橙終於了解光晞所有的舉動不是恨她報復她，而是愛她在乎她，也了解她傷得光晞很深。
拓也急著認罪的態度，讓光晞覺得案情另有蹊翹。經精神科醫師協助，光晞喚起關鍵證人花痴心案發當時，關鍵幾秒的記憶，明白拓也頂罪是為了保護因受創傷、虐待而誤殺人的痴心。光晞也從慕橙對拓也的正面證詞瞭解到，拓也在這六年為了慕橙和曉樂做了很多，認為把慕橙和曉樂放回拓也身邊是對他們最好的。拓也不解為何光晞要放棄慕橙和曉樂，全盤托出慕橙六年前離開光晞的無奈，和慕橙一直想念光晞、愛光晞的事實。震驚的光晞仍埋怨慕橙當年留下他一人，認為慕橙依舊不會選擇和他在一起。經由助手Gary的調查，光晞終於了解當年他父親自殺真相，原來是他父親外遇背叛他母親，但他母親為了不破壞他父親在光晞心中形象，甘願被誤解二十多年，只因為愛他。光晞也了解愛有許多形式，不一定與他的愛不一樣就不愛，或許慕橙所做的一切也是愛的另一種表現。
打贏官司當晚，拓也鼓勵慕橙不要再做等待的人，勇敢說出她對光晞的愛，給光晞勇氣去愛她、相信她。隔天早上，慕橙滿懷希望的等待光晞到來，但只等到Gary帶來光晞已簽字的離婚協議書。就在慕橙對挽回與光晞的婚姻絕望時，她接到了一通電話：曉樂被綁架了！顧不了其他事的慕橙馬上通知準備出國的光晞，兩人趕到綁匪約定的教堂。慕橙猜到這「綁架」事件是花姨、拓也、和曉樂搞的鬼，但還是將計就計的對光晞坦白：六年前她不願離開光晞，六年後她也不願和光晞離婚，她後悔被逼著對光晞說謊，假裝自己過得很好，她一直都愛著他，求他留下來。光晞接受慕橙的道歉，但也跟慕橙說其實他早就原諒慕橙了，離婚協議書只是給慕橙一個選擇，畢竟當初是他強迫慕橙與他結婚。終於了解彼此真心的兩人，在花田村車站前深情一吻，知道只要兩人在一起，每一站都是幸福的……
- 推斷該劇的設定時間為民國92年（2003年），因該劇第六集中曾有提示到，客串角色羅家達（張懷秋飾）死亡日期為民國92年10月20日。故推測六年後約為民國98年9月過後，因該劇第七集畫面曾經提及，且該劇第九集曾出現梁小樂拿著家庭觀摩日給光晞看時有「98年11月8日」字樣。於該劇第十四集中，在光晞寄給以茜照片的手機中，曾出現過「2009年11月21日」的字樣。第二十集法庭中，檢察官陶大義所提及拓也涉嫌殺害方哥的日期1月18日，應為來年（2010年）的1月18日。[3]

## 角色

### 主要演員
| 角色            | 演員   | 香港配音 | 介紹 | 登場             |
| 任光晞          | 吳建豪 | 蘇強文   | 法學院延畢生（六年前）22歲，民國70年9月7日出生，B型 梁慕橙之前男友 患有PTSD，因為認為母親的外遇，導致父親的自殺，讓他從小就不相信女人，認為每個女人都戴著假面具。行事荒誕不羈，目中無人。他是任家獨子，也是聖德集團唯一繼承人，看似擁有一切，卻是世界上最貧乏的一個人，沒有愛，沒有笑，沒有期待，沒有心跳。直到遇見慕橙，他開始學會在乎，知道付出，離去的父親留下的禮物鋼琴成了他與慕橙之間無法切割的聯繫 喜歡彈鋼琴，用演奏巴哈的〈G弦之歌〉，來懷念爸爸。 頂尖律師及小樂的爸爸 （六年後）28歲何以茜之前未婚夫 梁慕橙之夫 6年來一直把慕橙送的手環帶在身上 手術後失憶的他被母親重置了人生，更因前額葉區塊在動腦部手術時受到損傷，使他的道德判斷出現誤差，不管委託人是有罪還是無罪，只要有錢，他都會幫委託人洗脫罪名，成為戰無不勝的詭辯律師。在花田村履行社會服務時重新遇上慕橙和小樂，相處過程中，卻發現自己對慕橙和小樂有著特殊情感。跟以茜結婚之前，無意間發現慕橙當年送的手環，裡面記憶卡中的照片，讓他失去的記憶排山倒海而至，想起了慕橙和他的過去之後，選擇跟慕橙登記結婚 | 全劇             |
| 梁慕橙          | 安以軒 | 曾佩儀   | 臭魚妹/便當妹（六年前）20歲，O型 ，民國72年3月14日出生。 任光晞之前女友 小的時候，曾是一個大企業的千金，但爸爸的公司，卻遇到了財務危機，在一場車禍中身亡。於是她跟小阿姨（繼母）一起漂泊，並遇到了他的繼父。然而繼父是一個很差勁的男人，常常對她性騷擾，甚至還差點在聖德堂性侵她。當小阿姨在知道這件事後，就將慕橙趕出家門，雙方因此而鬧上法庭。遇到光晞，第一次讓她感到受保護，也愛上了他。在幸福即將來臨時，卻在光晞母親的苦苦哀求之下，得知光晞開刀的成功率只有百分之十五，用以茜父親投資的質子治療可提高至百分之三十。但條件卻是要在手術當天離開光晞。離開光晞後，被拓也带到了花田村，更發現自己懷有光晞的小孩。 曉樂的媽媽（六年後）26歲。 任光晞之妻 六年後帶著兒子曉樂在花田村堅強而樂觀的活著，視兒子為人生中最珍貴的禮物，也只有陪她一路走來的拓也了解。從來都沒有想過光晞會回到她的生命中，面對失憶的光晞，她只能壓抑內心的悸動，為改頭換面擁有美好生活的光晞送上祝福。沒想到光晞之後還是恢復了記憶，最後選擇跟他登記結婚，一切重新開始                               | 全劇             |
| 花拓也          | 吳慷仁 | 陳廷軒   | 園藝系大四生（六年前）22歲，O型 民國71年2月18日／民國67年1月17日出生 曾休學在幫派賭場打工，但卻是細心照顧花草的園藝系大四生。 默默守候著慕橙及小樂（六年後）28歲 很喜歡慕橙，卻遲遲無法說出口，在慕橙走投無路之際，將她帶回花田村，幫慕橙與小樂抵擋閒言閒語，全力保護母子倆。直到光晞再度出現，面對多年深愛的慕橙與視為己出的小樂，這一次，拓也不想放手，卻沒想到光晞之後還是恢復了記憶 | 全劇             |
| 何以茜          | 許瑋甯 | 劉惠雲   | 寰宇建設千金、醫學院學生（六年前）21歲 從美國轉學到聖德大學醫學院的學生。很喜歡小孩，有主見又很聰明，在光晞腦部動完手術受創後，陪著連綁鞋帶都必須從頭練習的光晞重新成長，她對光晞而言，幾乎就是光晞重新建構人生的聖母一般。看著光晞努力從頭學習如何生活，漸漸地被他的毅力深深吸引，愛上了他。 小兒科女醫生（六年後）27歲 任光晞之前未婚妻 在光晞失去記憶後選擇不讓光晞知道慕橙的存在，因為不想讓光晞記起被拋棄的痛苦。但是六年來，不管光晞向她求婚多少次，她總不答應，只因為害怕光晞內心深處其實還愛著慕橙。到了花田村，遇見了慕橙，終於把藏在心中多年的疑問說出來：她始終不解慕橙6年前為何會離開光晞。當她知道小樂是光晞的兒子，她猶豫著該不該向光晞坦白一切，卻遭慕橙阻止，因為把秘密說出來只會讓所有人受傷。善良的以茜，為了光晞的幸福，只好昧著良心欺騙自己最愛的人，但沒想到在結婚前，光晞恢復記憶，之後跟他分手 | 第2-8.10-15.21站 |
| 梁曉樂 / 任曉樂 | 小小彬 | 鄭麗麗   | 小樂，任光晞、梁慕橙的兒子，5歲，B型，民國94年9月28日出生 因為慕橙懷孕時得了妊娠毒血而不自知，小樂一出生就因為胰島素分泌過多，導致血糖過低而被迫切除一半的胰臟保住性命，卻因此罹患了第一型糖尿病，必須終生施打胰島素維持生命。 為了讓年幼小樂接受每天打針的事實，慕橙編了一套說法來說服小樂，讓自幼生長在花田村的小樂以為自己的爸爸是外星人。 「曉樂」二字，取自於「清晨破曉的樂章，帶給我們的快樂」 | 7-尾站           |

### 其他演員
| 角色                | 演員   | 香港配音 | 介紹 | 登場                |
| 方德容              | 劉瑞琪 | 陸惠玲   | 光晞的母親、聖德大學的董事長 光晞認為她外遇，導致光晞長大後不相信任何女人。看不起慕橙的出身，為了讓門當戶對的以茜可順利跟光晞在一起，以讓光晞接受增加一倍治癒率的質子手術為由，迫使慕橙離開光晞，六年來一直隱藏著這個秘密。有著冰封外表的時尚女性，但其實私底下卻是個觀念保守的傳統婦女，對光晞的照顧無微不至，經常為他善後。小樂的天真可愛讓她變得和藹可親，也反省過去自以為是的對待光晞，和當初逼慕橙離開光晞的決定，讓她的心漸漸被打開。       | 第1-8.12-14.16-尾站 |
| 小林律師 （林世楷） | 劉亮佐 | 劉昭文   | 光晞家的律師、光晞的老師 在任家服務多年，是任家的老臣，對光晞的母親方德容有好感，這也是導致德容母子感情不合的原因之一。小林對德容無微不至的關照，導致光晞認為母親德容外遇，對母親相當不諒解。其實相當照顧光晞，並對光晞在六年間的顯著進步相刮目相看。 | 第1-8.12.14.16-尾站 |
| 林麗霞              | 謝瓊煖 | 蔡惠萍   | 慕橙的繼母（小阿姨） 對慕橙的父親梁允中一往情深，在允中逝世後擔起了照顧慕橙的重擔。窮愁潦倒之際遇見開餐廳的周進財，受到周進財的照顧，兩人日久生情，進而公證結婚。難以接受丈夫對慕橙的齷齪行為，雖然一直為周進財辯解，但在發現真相後，受不了打擊，憤而離家。六年後指定光晞為她處理生前遺產，準備把全部財產留給慕橙。 | 第1-4站.21站        |
| 周進財              | 陳慕義 | 譚炳文   | 聖德大學學生餐廳廚師、慕橙繼父。覬覦慕橙、經常對慕橙毛手毛腳，對慕橙強暴未遂後誣指慕橙進行援交，因光晞在真相調查庭中為慕橙伸張正義而顏面盡失，對光晞懷恨在心，最後刺傷光晞，是造成光晞和慕橙分開六年的原因之一。 | 第1-4.6-7站         |
| 許方國              | 鄭有傑 | 黃榮璋   | 聖德大學法學院學生，任光晞的同學（六年前）22歲 非常痛恨像光晞這種，有錢卻吊兒啷噹的公子哥，只因為家裡有錢從小就享盡一切特權，沒有任何抱負卻考進法律系，甚至連自己喜歡的以茜都投入他的懷抱，對光晞更是恨之入骨，想要破壞他的一切。 寰宇企業事業發展部部長（六年後）28歲 於六年後為何董辦事，由於寰宇建設的玻璃工廠排出的有害物污染花田村的水源，被指派說服花田村村民放棄土地所有權，用詐賭的方法迫使村長的孫子偷地契出來抵債，迫使村民搬出花田村。 | 第1-4.7.8.10-12站   |
| 何董 （何振堂）     | 陶傳正 | 盧國權   | 以茜的父親、寰宇建設董事長 以聖德堂和光晞的腦袋做為要脅，迫使光晞和以茜在一起。所經營的寰宇建設對環境造成相當程度的汙染，為了掩蓋事實，甚至唆使手下勾結賭徒搶來花田村地契，為眾人所唾棄。最後了解插手以茜婚姻反而傷了以茜，不能為她帶來幸福，把以茜帶去美國，也準備退休。 | 第2-15站            |
| 張艾莉              | 艾莉絲 | 程文意   | 光晞前女友、聖德大學國貿系學生、國貿系之花 父親是聖德大學的監事。常仗著自己的強硬背景與美貌做壞勾當，甚至因為被光晞拋棄而聯合外校生傷害慕橙。六年間曾有過4次失敗婚姻，多居住國外。為了能重新獲得光晞的愛戴，再次出現在光晞面前，並想方設法要陷害慕橙。 | 第1-5.18站          |
| Jacko               | 曾少宗 | 何承駿   | 光晞的同學 在慕橙被趕出家門時，借他平常度假用的小屋給慕橙住。 | 第1-5站             |
| 阿健                | 趙     | 梁偉德   | 光晞的同學。 | 第1-5站             |
| 梁慕橙 （幼時）     | 傅珮慈 | 曾佩儀   | 幼年慕橙 在父親過世之後，與小阿姨相依為命，後成周進財養女。 | 第1.5站             |
| 林美金              | 黃秀美 | 黃鳳英   | 在魚市場賣鱉已逾13年的魚販，於真相調查庭時當慕橙的證人。 | 第2.5站             |
| 阿諾                | 沈宗霖 | 黃啟昌   | G大冰上曲棍球隊隊長 自己的球隊連續4年被光晞的聖德大學冰上曲棍球隊打敗，因而相當討厭光晞。張艾莉的乾哥哥，喜歡張艾莉，並幫著艾莉對付光晞和慕橙。 | 第2.3.5站           |
| 審判長              | 管謹宗 |          | 聖德大學真相調查庭審判長 | 第5.17站            |
| 慧慈                | 王湘涵 | 林元春   | 家達的未婚妻 | 第6站               |
| 楊淳思 葉子萍       | -      |          | 慕橙與光晞出遊時在教堂偶然撞見正要進行婚禮的新人夫妻 | 第6站               |
| 李旺才              |        | 林國雄   | 光晞的委託人、健生食品公司老闆 生性好色，常對女性上下其手，但也不知羞恥。面對外界對於自己性騷擾一案的疑慮，竟拿光晞的律師生涯當作酬勞，致電威脅光晞不可以把關鍵證物公諸於世。 | 第7.11.16.17站      |
| 吳麗花              | 姚安琪 | 陸惠玲   | 李旺才官司的原告，母親曾為其幫傭兩年，但李旺才卻多次性侵害得逞，並要她墮胎二次。因光晞的強詞奪理、顛倒是非而導致官司敗訴，而對光晞懷有恨意，且做出自殘行為。 | 第7.17站            |
| Josh                | -      | 翟耀輝   | 光晞的助理 | 第7.10站            |
| 張正基              | -      |          | 環境淨化工程檢驗所所長，幫寰宇建設製造假環評。最後被光晞與慕橙聯手套出其背後的真相。 | 第11站              |
| Gary                | 張朝閔 | 梁偉德   | 光晞的助理 好管閒事，常惹光晞發火，但也會在關鍵時刻點醒光晞。 | 第13.15.16.18-尾站  |
| 張媽                | -      | 黃玉娟   | 光晞和小樂的保母 在任家幫傭多年，在光晞家也占有相當重要的地位。 | 第15.16.18.19站     |
| 任光晞 （幼時）     | -      | 袁淑珍   | 幼年光晞 因獲知父親任祥恩自殺消息而情緒失控，後開始對母親方德容有距離感。 | 第2.19站            |
| 楊天福              | -      | 葉振聲   | 方哥手下。在法庭上閃爍其詞。 | 第19.20站           |
| 幼稚園老師          | 李京恬 |          | 小樂的幼稚園老師。 | 第17站              |

### 花田村村民
| 角色     | 演員     | 香港配音 | 介紹 | 登場                 |
| 花昇彬   | 林埈永   | 張裕東   | 彬仔 花藝社社員，花田村村長的孫子，稱拓也為「老大」。因為好賭而遭受寰宇集團的毒手，被迫拿出地契抵押。 | 第1-3.5.7-12.16-尾站 |
| 花芬方   | 夏靖庭   | 朱子聰   | 方哥，花田村的黑道大哥 花椰菜的大兒子，很早便離家跑江湖，人人知曉的黑道大哥，賞識拓也 花田村裡少數講話沒有腔調的村民，曾是學校籃球隊隊長。在黑社會地位舉足輕重、呼風喚雨，甚至經營酒店、應召站，但多次被拓也攪局。因拓也的緣故，傷害、虐待離家的痴心，也因此被痴心為了保護拓也殺成重傷，昏迷中。 | 第5.7.8.10.16-19站   |
| 花田喜氏 | 林美秀   | 伍秀霞   | 拓也的母親。越南籍。本名「田氏喜」，與拓也已過世的父親花美男婚後改名並冠夫姓，成為「花田喜氏」。在花田村經營快炒店「花田囍事」。對拓也的脫序行為常哭笑不得，但也無可奈何。視痴心為自己的女兒，對慕橙未婚生子的行為相當不諒解。最後因慕橙的善良而對她觀念好轉。                                   | 第7-16.18-尾站       |
| 花霍     | 陳為民   | 梁志達   | 花田村花卉產銷班班長，對慕橙有好感，甚至多次騷擾慕橙。會「花氏柔道」。花轟的爸爸，妻子早逝。 | 第7-12站             |
| 花轟     | 陳咨憲   | 曾秀清   | 花田村的小朋友，常欺負小樂沒有爸爸。花霍的兒子，喜歡糖糖。 | 第7-10站             |
| 花痴心   | 朱芯儀   | 林元春   | 民國75年8月21日出生，六年後出現時應為23歲。 花田村民，拓也家的童養媳，喜歡拓也。曾是學校啦啦隊隊員，因對拓也相當迷戀，看到拓也對慕橙的關心、愛護，相當沮喪，默默離開。但落到方哥手裡，多次被方哥傷害，也被迫以藥物控制。因被喚起關鍵記憶，在法庭上，承認方哥為她所殺，替拓也證明清白。           | 第7-13.16-尾站       |
| 花笙棠   | 鄧筠庭   | 黃紫嫻   | 糖糖 花雕雞的大女兒，小樂的同學、女朋友。 | 第7-10.13站          |
| 花笙米   | (未出場) |          | 糖糖的弟弟。 | 第16站               |
| 花澤類   | 長青     |          | 花田村村長 | 第8-13.15站          |
| 花椰菜   | 嘎嘎叫   | 黃子敬   | 花椰菜伯 拄拐杖，腳纏繃帶之老者，種花技術高超非凡。 祖傳「花茶蜜釀」是酒精成分80%的烈酒。投資種植「黑傑克」但血本無歸，因為不知道是環境汙染的關係而相當沮喪，甚至想自殺，在光晞的機智反應下救回一命，對光晞、慕橙與以茜三人相當感激。                                                            | 第8-13站             |
| 花煞煞   | 陳思蓉   | 林丹鳳   | 阿煞 和花椰菜是老夫老妻，兩人育有一子一女。與女兒阿嬌為花田村的「Twins」 | 第8-12站             |
| 花雕雞   | 高麗紅   | 雷碧娜   | 糖糖的母親。 | 第8站                |
| 花枝丸   |          | 黃麗芳   | 村民 | 第8站                |
| 花蝴蝶   |          | 黃鳳英   | 村民 | 第8站                |
| 花公主   | (未出場) |          | 村民 | 第8站                |
| 蔡桃桂   | (未出場) |          | 說花痴心穿著太露，是要企圖勾引她老公。 | 第9站                |
| 花嬌粉   | (未出場) |          | 阿嬌 花椰菜的女兒，非常孝順。在台北工作，每個月都會寄錢回家。與母親阿煞為花田村的「Twins」 | 第9站                |
| 花中間   | (未出場) |          | 村民 | 第10站               |
| 花不完   | (未出場) |          | 村民 | 第10站               |
| 花奈奈   |          |          | 村民 | 第10站               |
| 花牧蘭   |          |          | 花田村的小朋友，在家長觀摩日（同樂會）上表演啦啦隊。 | 第10站               |

### 特別演出
| 演員   | 角色                   | 香港配音 | 關係/介紹 | 登場          |
| 溫昇豪 | 梁允中                 | 劉昭文   | 慕橙的親生爸爸 慕橙的親生爸爸，是家中的經濟支柱。因車禍去世，留下債務，讓慕橙與繼母頓時一無所有。                                                          | 第1.2站       |
| 林健寰 | 任祥恩                 | 朱子聰   | 光晞的父親 原為聖德大學音樂系的教授，後因發現妻子有婚外情而自殺身亡。但事實是他與某音樂系女學生出軌，被德容發現，與她私奔並自殺身亡。                      | 第1.2.19.20站 |
| 張懷秋 | 羅家達                 | 李凱傑   | 光晞跟慕橙在醫院認識的足球員，罹患腦瘤，本來打算在最後一次手術完後要跟女友慧慈訂婚，但最後仍因病去世。 民國64年8月23日生，死於民國92年10月20日（得年28歲） | 第6站         |
| 傅雷   | -                      | 林國雄   | 老相館的攝影師 喪妻40年。右腿有行動障礙。 | 第6站         |
| 顧瀚畇 | 陶大義                 |          | 負責方哥一案的檢察官 | 第20站        |
| 陳翊萱 | 陳醫師                 |          | T大的精神科權威，替任光晞喚起花癡心的關鍵記憶。 | 第20站        |
| 阮經天 | 盧卡斯 (Lucas；未出場) |          | 著名醫生，與以茜一同登上醫學雜誌。 | 第21站        |
| 李京恬 | 鋼琴老師/幼稚園老師    |          | 稱讚慕橙的琴藝很好。 | 第1站         |

## 電視劇歌曲
| 歌名             | 主唱         | 填詞         | 作曲                   | 類型           | 播放集數                   |
| ---------------- | ------------ | ------------ | ---------------------- | -------------- | -------------------------- |
| 我愛他           | 丁噹         | 黃婷         | 陳威全                 | 片頭曲、主題曲 | 全集                       |
| 突然想愛你       | 丁噹、周華健 | 李焯雄       | 李玖哲、周立銘、周華健 | 片尾曲         | 全集                       |
| 你為什麼說謊     | 丁噹         | 劉沁、黃婷   | 劉沁                   | 插曲           | 全集                       |
| 親人             | 丁噹         | 陳沒         | 林邁可                 | 插曲           | 全集                       |
| 全世界不懂無所謂 | 丁噹         | 黃婷         | 李冰                   | 插曲           | 01、02、03                 |
| 一切為了愛       | 品冠         | 龔達虎、陳沒 | 聞震                   | 插曲           | 03、07、09、10、11、18     |
| 我以為           | 品冠         | 黃婷         | 品冠                   | 插曲           | 04、07、13、16、17、18、20 |
| 夜貓             | 丁噹         | 八三夭(阿璞) | 八三夭(阿璞)           | 插曲           | 05、08、10                 |
| 幸運草           | 丁噹         | 黃婷         | 沈聖哲                 | 插曲           | 07、08、10、18             |

## 虛構建物、團體、企業
- 私立聖德大學
- 花田村
- 三立超偶（改自三立選秀節目《超級偶像》）
- 菜頭村（第13集中提到的花田村旁邊的村子）
- 健生食品公司
- 真相日報
- iFOUND雜誌（採自三立週日偶像劇《敗犬女王》）
- 國際福輪社（第16集中任光晞因少女自殺事件而被取消活動提及之團體，改自扶輪社）
- 陽洸基金會（第16集中任光晞因少女自殺事件而婉拒其擔任公益律師提及之團體，改自陽光基金會）
- 健康人（收錄任光晞專訪的一份雜誌）
- T大
- G大
- Senwell/觀美漁村（第9集會議中提到的公司及地點，採自偶像劇《王子變青蛙》）

## 拍攝地點
- 私立聖德大學：元智大學、中央大學
- 梁慕橙打工的漁港：新北市瑞芳區鼻頭漁港
- 光晞、慕橙溜冰的地方：台北小巨蛋冰上樂園
- 聖德堂：台中放送局
- 光晞、慕橙約會的地方：新北市新店區碧潭、烏來鄉屈尺
- 梁慕橙、梁曉樂的家：新北市三峽區大埔苗圃
- 任光晞的家：宜蘭縣冬山鄉水畔星墅時尚會館
- 花田喜氏、花拓也的家：宜蘭縣員山鄉望龍埤湖畔咖啡
- 花田村花圃：新北市石碇區小格頭
- 光晞、慕橙出差的villa：新北市貢寮區福隆貝悅酒店
- 小樂讀的花田幼稚園：宜蘭縣礁溪鄉立托兒所
- 吳麗花接受治療的醫院：新北市土城區廣川醫院
- 任光晞得知自己罹患腦瘤的醫院：桃園市敏盛綜合醫院（經國總院）
- 梁慕橙任光晞合照照相館，新竹竹東華光照相館
- 部份花田村採景，竹東河濱公園
- 關西天主堂

## 收視率

### 台視首播收視率
| 播映日期                                                            | 集數     | 收視率 | 排名 | 最高分段收視 (每15分) | 15至44歲收視  | 總收視率人口 |
| ------------------------------------------------------------------- | -------- | ------ | ---- | --------------------- | ------------- | ------------ |
| 2009年10月4日                                                       | 1        | 2.89   | 1    | 最高點:4.07           | 3.99          | 190.0萬      |
| 2009年10月11日                                                      | 2        | 3.25   | 1    | 最高點:4.75           |               | 201.1萬      |
| 2009年10月18日                                                      | 3        | 3.59   | 1    | 最高點:5.01           | 4.57          | 230.2萬      |
| 2009年10月25日                                                      | 4        | 4.02   | 1    |                       |               | 196.2萬      |
| 2009年11月1日                                                       | 5        | 3.73   | 1    |                       | 20至34歲:5.50 | 243.0萬      |
| 2009年11月8日                                                       | 6        | 3.40   | 1    |                       | 4.61          | 220.0萬      |
| 2009年11月15日                                                      | 7        | 4.25   | 1    |                       | 5.70          | 214.8萬      |
| 2009年11月22日                                                      | 8        | 5.05   | 1    | 5.57                  | 6.93          | 238.0萬      |
| 2009年11月29日                                                      | 9        | 5.55   | 1    |                       | 7.16          | 262.1萬      |
| 2009年12月6日                                                       | 10       | 5.94   | 1    | 6.57                  | 7.62          |              |
| 2009年12月13日                                                      | 11       | 5.96   | 1    |                       |               |              |
| 2009年12月20日                                                      | 12       | 6.14   | 1    | 7.48                  | 8.09          | 286.3萬      |
| 2009年12月27日                                                      | 13       | 6.64   | 1    | 7.43                  | 8.42          | 309.4萬      |
| 2010年1月3日                                                        | 14       | 7.76   | 1    | 8.86                  | 10.17         | 328.2萬      |
| 2010年1月10日                                                       | 15       | 6.78   | 1    | 7.08                  |               |              |
| 2010年1月17日                                                       | 16       | 7.15   | 1    | 8.64                  |               | 317.0萬      |
| 2010年1月24日                                                       | 17       | 7.64   | 1    | 8.50                  |               | 345.8萬      |
| 2010年1月31日                                                       | 18       | 8.23   | 1    | 9.50                  | 10.17         | 387.7萬      |
| 2010年2月7日                                                        | 19       | 7.67   | 1    | 8.12                  |               | 350.5萬      |
| 2010年2月14日台視因播出年初一特別節目《鑽石耀新春》，順延一星期撥出 |          |        |      |                       |               |              |
| 2010年2月21日                                                       | 20       | 8.06   | 1    | 8.40                  |               | 355.0萬      |
| 2010年2月28日                                                       | 21       | 8.07   | 1    | 8.80                  |               | 381.5萬      |
| 平均收視                                                            | 平均收視 | 5.80   | 1    |                       |               | 280.9萬      |

- 每集時長(包含廣告)為90分鐘，除第3集(105分鐘)、第20集(120分鐘)、第21集(30分鐘)外

| 播映日期     | 名稱                     | 收視率 | 排名 | 時長   | 最高分段收視 （每15分） |
| ------------ | ------------------------ | ------ | ---- | ------ | ----------------------- |
| 2010年2月7日 | 《下一站，幸福》製作特輯 | 5.30   | 1    | 30分鐘 | 6.69                    |

- 同時段偶像劇：
  - 中視《流星花園／桃花小妹／就想賴著妳》
  - 華視《紫玫瑰／海派甜心／星光下的童話》
  - 民視《華麗一族》
- 由AGB尼爾森調查，調查範圍是四歲以上收看電視之觀眾。 
資料來源：中時娛樂

## 輸血劇情
小小彬飾演的「梁小樂」，從階梯上跌下來受傷流血，送醫急救需要輸血的橋段，安以軒飾演的媽媽欲捐血給兒子，遭劇中醫生(以茜)以「直系血親不能輸血給自己小孩」為由婉拒；緊接著吳建豪飾演的「任光晞」便表示自己血型相同願意捐血，但由於他就是孩子生父，使得孩子的媽媽脫口而出「不能捐」，並向醫師使眼色求救。
雖然部分網友認為這又是一個常見的血型認親橋段，不過，網路上卻意外引發不少戲迷討論為什麼直系血親不能輸血？有人認為是編劇鬼扯，還有人說自己曾接受過父親輸血並沒有問題，甚至有網友推論其實是劇中醫師、亦即第二女主角為了試探男主角是不是孩子的爹。
不過，國內血液醫學專家、馬偕醫院林媽利醫師及台北榮民總醫院血液腫瘤科主治醫師邱宗傑均表示，編劇並沒有寫錯，直系血親間輸血確實在1至2%的家庭可能引發移植物抗宿主這無藥可醫、死亡率極高的嚴重疾病
。

## 幕後花絮
由三立都會台完全娛樂節目在台視首播後的星期一節目時段中播放。

## 製作團隊
工作人員列表
- 監製：
  - 陳玉珊、胡佳君(第1-10集)
  - 陳玉珊(第11-14集)
  - 陳玉珊、劉麗惠(第15-21集)
- 企劃：楊秉儒
- 製作人：方孝仁
- 統籌：戎俊義
- 劇本統籌：陳玉珊
- 編劇：
  - 陳慧翎、陳惠真、曾詠婷、黃繼柔、王玉琪、陸亦華(第1-3集)
  - 曾詠婷、黃繼柔、王玉琪、陸亦華(第4-21集)
- 導演：陳慧翎
- 美術指導：謝易霖
- 視覺設計：謝易霖 孫榮泰 林俊佑
- 策劃：夏雯馨
- 企劃：林家華
- 執行企劃：黃小芬
- 副導演：余慧君
- 場記：蔡雨婷
- 執行製作：柯俋森、鐘佳瑩
- 攝影師：陳國隆
- 攝影組：大宇傳播有限公司
- 燈光師：陳道忠
- 燈光組：六福影視器材有限公司
- 美術道具：李佩寰、朱寵勳
- 道具助理：王正山
- 整體造型：許曉蓁造型工作室
- 造型助理：陳湘閔
- 梳妝：張翠文
- 化妝：許雅婷
- 服管：蔡銀埤
- 剪輯：Kevin Ku、彭睿穎
- 後期剪輯：胡芝綺、蔡惠蘭
- 動畫特效：三立動畫組
- 動畫設計：施明駿
- 音樂提供：相信音樂國際股份有限公司
- 配樂監製：相信音樂國際股份有限公司
- 配樂製作人：嚴爵
- 配樂協力：陳歆儒、林佩蓉
- 音效：聲動錄音室、席裕龍、施景弘、宋宗彥
- 行銷宣傳：劉思銘、王愷寧、廖翎妃、莊雅萍
- 數位行銷：張玉青、劉永祺、林秀芬
- 定裝劇照：陳晉生
- 花絮編導：小君
- 醫療顧問：敏盛醫院
- 金牌製作股份有限公司 製作

## 相關商品

### DVD
- 《下一站，幸福》01-10集 DVD；2010年2月5日；采昌國際多媒體
- 《下一站，幸福》11-21集 DVD；2010年3月17日；采昌國際多媒體
- 《下一站，幸福》幕後花絮 DVD；2010年5月27日；采昌國際多媒體

### 書籍
- 原創小說 - 梁蘊如. . 三立電視監製. 台灣角川書店. 2009年10月. ISBN 9789862373583.
- 寫真書 - 三立電視. . 三立電視監製. 台灣角川書店. 2009年12月. ISBN 9789862374382.

### 電視原聲帶
《下一站，幸福》電視原聲帶是《下一站，幸福》的原聲帶，由相信音樂製作，環球音樂發行，片數為1CD+1DVD。原聲帶中收錄了劇中大部份的所用歌曲。台灣於2010年2月5日發行。

#### 曲目
| 下一站，幸福電視原聲帶 | 下一站，幸福電視原聲帶           | 下一站，幸福電視原聲帶 | 下一站，幸福電視原聲帶 | 下一站，幸福電視原聲帶 | 下一站，幸福電視原聲帶 |
| 曲序                   | 曲目                             |                        | 作曲                   | 演唱                   | 时长                   |
| ---------------------- | -------------------------------- | ---------------------- | ---------------------- | ---------------------- | ---------------------- |
| 1.                     | 我愛他                           | 黃婷                   | 陳威全                 | 丁噹                   | 4:44                   |
| 2.                     | 親人                             | 陳沒                   | 林邁可                 | 丁噹                   | 4:53                   |
| 3.                     | 拓也的秘密心願（OT：我以為）     |                        |                        |                        | 2:23                   |
| 4.                     | 相遇就不放手                     |                        |                        |                        | 1:59                   |
| 5.                     | 一切為了愛                       | 龔達虎、陳沒           | 聞震                   | 品冠                   | 3:31                   |
| 6.                     | 下一站，幸福（OT：我愛他）       |                        |                        |                        | 2:29                   |
| 7.                     | 我以為                           | 黃婷                   | 品冠                   | 品冠                   | 4:56                   |
| 8.                     | G弦之歌                          |                        |                        |                        |                        |
| 9.                     | 最美麗的謊言（OT：你為什麼說謊） |                        |                        |                        | 3:15                   |
| 10.                    | 充滿幻想的年少                   |                        | 嚴爵                   |                        | 2:01                   |
| 11.                    | 幸運草                           | 黃婷                   | 沈聖哲                 | 丁噹                   | 4:24                   |
| 12.                    | 愛你不要失憶（OT：親人）         |                        |                        |                        | 3:17                   |
| 13.                    | 突然想愛你                       | 李焯雄                 | 李玖哲、周立銘、周華健 | 丁噹、周華健           | 4:52                   |

#### MV
| 曲目 | 標題                                                                                  |
| ---- | ------------------------------------------------------------------------------------- |
| 1    | 片頭曲【我愛他】幸福情節版MV                                                          |
| 2    | 片尾曲【突然想愛你】愛的回憶版MV                                                      |
| 3    | 插曲【親人】扣人心弦版MV                                                              |
| 4    | 【下一站，幸福】精華篇 戲劇特輯 1.G弦之歌－打開愛琴譜 2.缺頁的樂章 3.花田村的幸福琴聲 |

## 大事紀
- 本劇早於2008年12月開始籌備，原本預定接檔《敗犬女王》，而《福氣又安康》本為本劇的接檔戲。本劇的原定男主角是明道，而原定女主角曾經是拍過台視、三立電視《放羊的星星》的韓國女演員劉荷娜。[11]
- 在2009年2月，劉荷娜因在韓國經紀約太混亂，與三立電視未能取得共識，導致本劇需要換女主角。[12]
- 在2009年4月，陳怡蓉與安以軒也有意接演本劇，最後由安以軒演出本劇女主角。[13]
- 2009年中旬，因劇本與演員問題，導致本劇延遲開拍，並把《福氣又安康》提早上檔。
- 在2009年6月，原為男主角的明道因檔期問題臨時辭演，吳建豪成為本劇的新男主角。[14]
- 2010年2月，《下一站，幸福》第18集單集平均收視為8.23，為當日台灣偶像劇史上最高平均收視第二位，僅次於2008年《命中注定我愛你》的10.91。而第18集最高收視9.50亦為台灣偶像劇史上最高分段收視第三位，次於《命中注定我愛你》的13.64及《無敵珊寶妹》的10.57。
- 2010年2月，劇組宣佈《下一站，幸福》的海外版權已經順利賣到日本、韓國、菲律賓、新加坡、馬來西亞、中國大陸、香港等地。
  - 香港於2009年12月20日於無綫收費電視劇集台首播
  - 新加坡於2010年1月9日於星和視界娛家戲劇台首播
  - 新加坡於2010年12月23日於新传媒U频道
  - 日本於2010年2月27日於 DATV（页面存档备份，存于） 首播
  - 中國大陸於2010年3月18日於華娛衛視首播
  - 馬來西亞於2010年4月11日於Astro双星首播
  - 美國於2010年5月17日於舊金山灣區KTSF首播

## 作品變遷
| 台視 星期日22:00~23:30 2010年2月14日，因播出年初一特別節目《鑽石耀新年》，暫停播出一次 | 台視 星期日22:00~23:30 2010年2月14日，因播出年初一特別節目《鑽石耀新年》，暫停播出一次 | 台視 星期日22:00~23:30 2010年2月14日，因播出年初一特別節目《鑽石耀新年》，暫停播出一次 |
| -------------------------------------------------------------------------------------- | -------------------------------------------------------------------------------------- | -------------------------------------------------------------------------------------- |
|                                                                                        | 下一站，幸福 （2009.10.04 - 2010.02.28）                                               |                                                                                        |
| 福氣又安康 （2009.06.07 - 2009.09.27）                                                 | 偷心大聖PS男 （2010.02.28 - 2010.07.18）                                               |                                                                                        |
| 星期一至五晚上22:00~23:00                                                              |                                                                                        |                                                                                        |
| 犀利人妻（重播） （2020.05.12 - 2020.06.29）                                           | 下一站，幸福（重播） （2020.06.30 - 2020.08.13）                                       | 醉後決定愛上你（重播） （2020.08.14 - 2020）                                           |

| 三立都會台 星期六21:00~22:30                   | 三立都會台 星期六21:00~22:30                         | 三立都會台 星期六21:00~22:30                       |
| ---------------------------------------------- | ---------------------------------------------------- | -------------------------------------------------- |
|                                                | 下一站，幸福 （2009.10.10 - 2010.03.06）             |                                                    |
| 福氣又安康 （2009.06.13 - 2009.10.03）         | 偷心大聖PS男 （2010.03.06 - 2010.07.24）             |                                                    |
| 每週一至五 20:00－21:00                        |                                                      |                                                    |
| 姊的時代（重播） （2018年6月4日－2018年7月2日) | 下一站，幸福（重播） （2018年7月3日－2018年8月17日） | 愛上兩個我（重播） （2018年8月20日-2018年10月2日） |

| 星和都會台 星期六 19:00-21:00 2010.02.13-2010.02.27，因播出春節特別節目，暫停3次 | 星和都會台 星期六 19:00-21:00 2010.02.13-2010.02.27，因播出春節特別節目，暫停3次 | 星和都會台 星期六 19:00-21:00 2010.02.13-2010.02.27，因播出春節特別節目，暫停3次 |
| -------------------------------------------------------------------------------- | -------------------------------------------------------------------------------- | -------------------------------------------------------------------------------- |
|                                                                                  | 下一站，幸福 （2010.01.09 - 2010.05.22）                                         |                                                                                  |
| 福氣又安康 （2009.09.26 - 2010.01.02）                                           | 偷心大聖PS男 （2010.05.29 - 2010.09.25）                                         |                                                                                  |
| 新加坡 星和都會台 重播时段 星期一至五 22:00 - 23:00 及 03:30 - 04:30             |                                                                                  |                                                                                  |
| 海派甜心 （2012.12.03 - 2013.01.08）                                             | 下一站，幸福 （2013.01.09 - 2013.03.05）                                         | 記得，我們有約 （2013.03.06 - 2013.03.29）                                       |

| 無線劇集台 星期日19:30 - 21:05                                         | 無線劇集台 星期日19:30 - 21:05            | 無線劇集台 星期日19:30 - 21:05                       |
| ---------------------------------------------------------------------- | ----------------------------------------- | ---------------------------------------------------- |
|                                                                        | 下一站，幸福 （2009.12.20 - 2010.04.11）  |                                                      |
| 福氣又安康 （2009.09.13 - 2009.12.13）                                 | 第二回合我愛你 (2010.04.18 - 2010.08.01） |                                                      |
| 香港 無綫電視J2台 星期日 20:30-22:15                                   |                                           |                                                      |
| 海派甜心 (2010.12.12 - 2011.02.27）                                    | 下一站，幸福 （2011.03.06 - 2011.06.26）  | 就想賴着妳 （2011.09.04 - 2011.12.04）               |
| 香港 無綫電視翡翠台 星期一至五 10:30 - 11:30 7月12日及13日 10:00-11:30 |                                           |                                                      |
| 推奴 （2012.04.16 - 2012.05.28）                                       | 下一站，幸福 （2012.05.29 - 2012.07.13）  | 荃加福祿壽（非戲劇節目） （2012.07.16 - 2012.08.03） |

| DATV 星期六 22:00 - 23:00                                       | DATV 星期六 22:00 - 23:00                         | DATV 星期六 22:00 - 23:00 |
| --------------------------------------------------------------- | ------------------------------------------------- | ------------------------- |
|                                                                 | 秋日協奏曲 （秋のコンチェルト） （2010.02.27 - ） |                           |
| 100%命中heart （ハートに命中100％） （2010.01.16 - 2010.02.20） | —                                                 |                           |

| 日本 BS日本 星期三23:00 - 23:54               | 日本 BS日本 星期三23:00 - 23:54                   | 日本 BS日本 星期三23:00 - 23:54 |
| --------------------------------------------- | ------------------------------------------------- | ------------------------------- |
|                                               | 秋日協奏曲 （秋のコンチェルト） （2010.06.02 - ） |                                 |
| 敗犬女王-My Queen （2009.09.16 - 2010.05.26） | —                                                 |                                 |

| 華娛衛視 星期一至五 19:30 - 21:30                | 華娛衛視 星期一至五 19:30 - 21:30        | 華娛衛視 星期一至五 19:30 - 21:30 |
| ------------------------------------------------ | ---------------------------------------- | --------------------------------- |
|                                                  | 下一站，幸福 （2010.03.18 - 2010.04.09） |                                   |
| 鬥牛，要不要（重播） （2010.03.01 - 2010.03.17） | 灿烂的遗产 (2010.03.18 - 2010.4.11）     |                                   |

| 東森戲劇台 星期六至日 21:00~23:00          | 東森戲劇台 星期六至日 21:00~23:00        | 東森戲劇台 星期六至日 21:00~23:00 |
| ------------------------------------------ | ---------------------------------------- | --------------------------------- |
|                                            | 下一站，幸福 （2012.12.23 - 2013.02.17） |                                   |
| 醉後決定愛上你 （2012.11.03 - 2012.12.16） | 妻子們的祕密 （2013.02.23 - 2013.03.10） |                                   |

| 三立綜合台 星期一至五晚上20:00~21:00       | 三立綜合台 星期一至五晚上20:00~21:00           | 三立綜合台 星期一至五晚上20:00~21:00 |
| ------------------------------------------ | ---------------------------------------------- | ------------------------------------ |
|                                            | 下一站，幸福 （2018.8.14 - 2018.9.28）         |                                      |
| 姊的時代（重播） （2018.7.16 - 2018.8.13） | 愛上兩個我（重播） （2018.10.１ - 2018.11.13） |                                      |

## 註腳與參考資料

### 註腳
1. ↑  台語主要出現在花田村。在台北通常是說國語。
2. ↑  根據台視官網上資料，光晞在六年後是28歲。
3. ↑  根據原著小說與官方版字幕為橙，第13集光晞手機顯示為澄，判斷為選字錯誤
4. ↑  根據台視官網上資料，花拓也在六年前是22歲。但根據播出畫面，花拓也是民國71年2月18日出生，故六年前應為21歲，而非原先設定的22歲。
5. ↑  於第20集起訴書畫面上顯示的日期，明顯與年齡設定不同，依此設定，六年前應為25歲，六年後應為31歲。
6. ↑  根據第13集播出畫面，小樂是民國94年9月28日出生。但根據第6集劇情與播出畫面推算，梁慕橙是在民國92年10月20日之前受孕（在客串角色羅家達（張懷秋飾）死亡之前）。若屬實，慕橙懷孕期就會變為大約兩年左右，所以時間上的推理不合理。故小樂應為民國93年7月或更早以前出生。
7. ↑  第21集（結局）中曾出現醫學雜誌，盧卡斯（三立偶像劇《敗犬女王》角色）與以茜出現在同一版面。

## 外部連結
- （繁體中文） 台視（页面存档备份，存于） 官方網站
- （繁體中文） 東森 官方網站
- （繁體中文）香港無綫電視（页面存档备份，存于） 官方網站
- 「下一站，幸福」愛情印象版 (2009年9月13日)（页面存档备份，存于）
- 「下一站，幸福」法庭的捍衛 (2009年10月1日)（页面存档备份，存于）
- 「下一站，幸福」只要你能守住我們的球，就放你們走！ (2009年10月4日)（页面存档备份，存于）
- 互联网电影数据库（IMDb）上《下一站，幸福》的资料（英文）
- 在Netflix上觀看《下一站，幸福》